# Śniatowo
Śniatowo (deutsch Schnatow) ist ein Dorf in der polnischen Woiwodschaft Westpommern. Es gehört zur Gmina Kamień Pomorski (Gemeinde Cammin in Pommern) im Powiat Kamieński (Camminer Kreis).

## Geographische Lage
Das Kirchdorf liegt in Hinterpommern, am Schnatowschen See, etwa 50 Kilometer nordnordöstlich von Stettin, 13 Kilometer südsüdöstlich von Kamień Pomorski (Cammin i. Pom.),  und drei Kilometer südwestlich des Dorfs Benice (Benz).

## Geschichte

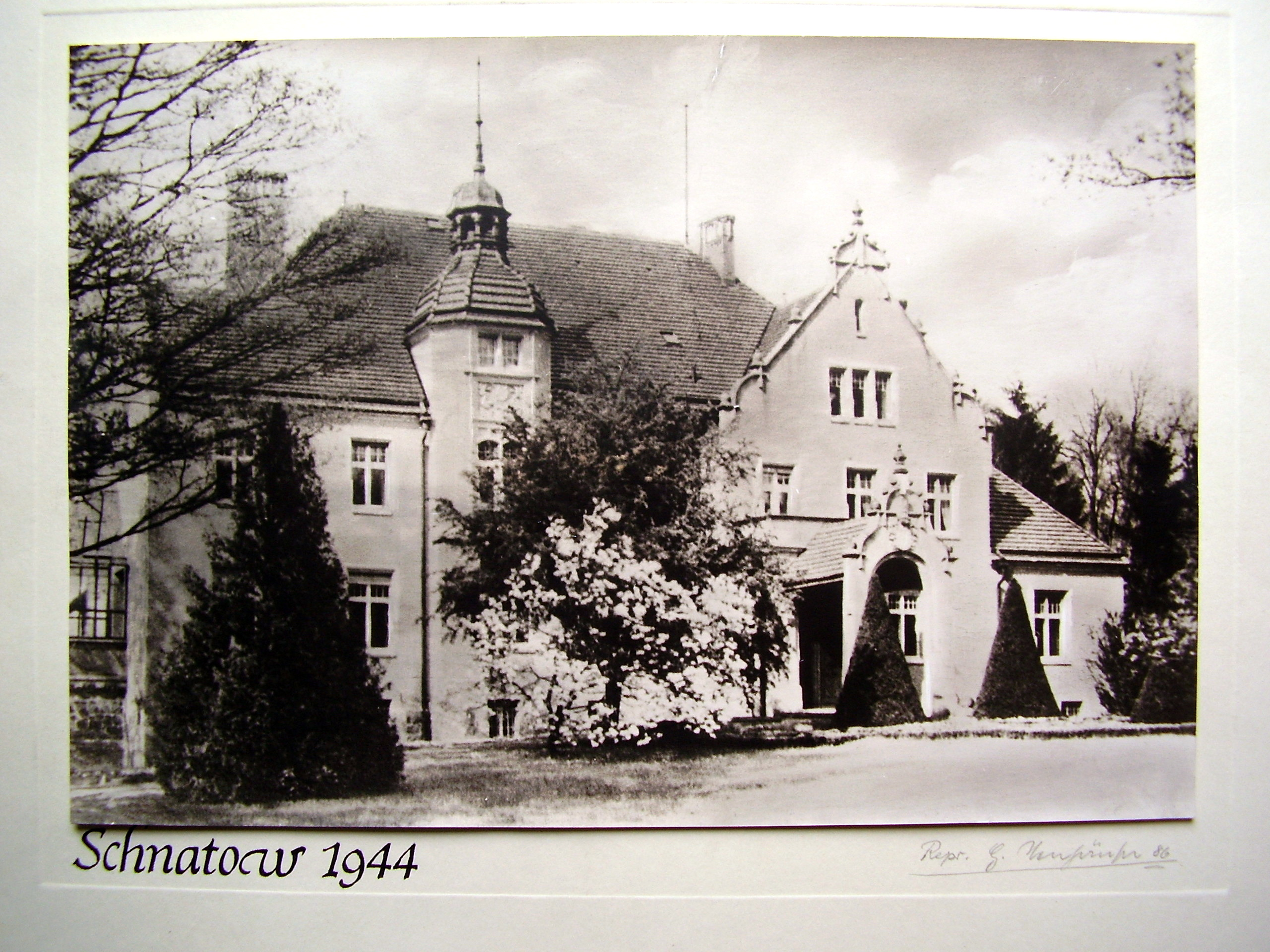
Gutshaus Schnatow um 1944

Nach den Musterrollen und Vasallen-Tabellen des 14. und 15. Jahrhunderts war das Gut Schnatow ein altes Lehen der Familie Mellin.  In einem Lehnbrief von 1475 bestätigte Herzog Bogislaw X. dem Dubislav Mellin, der zuvor Stettiner Geheimrat Herzog Erichs II. gewesen war, den Besitz von Schnatow und anderer Güter. Später gelangte ein kleinerer Anteil des Gutsbezirks an die Familie Flemming, der aber 1703 auch an die Mellin kam.
Besitzer des Ritterguts Schnatow wurde 1861 Gustav Voß.
Im Jahr 1884 hatte das Gut Schnatow eine Flächengröße von 441 Hektar; mit dem Gut verbunden waren eine Kammwollschäferei, ein Milchverwertungsbetrieb und ein Krug. 1896 wird ein Graf von Flemming als Besitzer angegeben. 1922 wird Curd Graf von Flemming (1868–1942), ehemaliges Mitglied des Preußischen Herrenhauses, als Besitzer des Guts Schnatow genannt.
Am 1. April 1927 hatte das Gut Schnatow eine Flächengröße von 480 Hektar, und am 16. Juni 1925 hatte der Gutsbezirk 160 Einwohner; zu den gleichen Zeiten hatte der Gutsbezirk Garz eine Flächengröße von 298 Hektar und 74 Einwohner. Die beiden Gutsbezirke Schnatow und Garz wurden zwischen 1928 und 1932 in die Landgemeinde Schnatow eingegliedert.
Die Gemarkung der Landgemeinde Schnatow hatte um 1930 eine Fläche von 10,1 km². Im Gemeindegebiet standen insgesamt 27 bewohnte Wohnhäuser an drei verschiedenen Wohnstätten:
1. Gahnz
2. Garz
3. Schnatow

Bis 1945 bildete Schnatow eine Landgemeinde im Kreis Cammin i. Pom. in der preußischen Provinz Pommern. Schnatow war dem Amtsbezirk Benz zugeordnet.
Gegen Ende des Zweiten Weltkriegs wurde die Region Anfang März 1945 von der Roten Armee besetzt. Nach Beendigung der Kampfhandlungen wurde Schnatow zusammen mit ganz Hinterpommern von der Sowjetunion der Volksrepublik Polen zur Verwaltung überlassen. Danach begann die Zuwanderung polnischer Zivilisten. Die Landgemeinde Schnatow wurde unter der polonisierten Ortsbezeichnung ‚Śniatowo‘ verwaltet. In der Folgezeit wurde die einheimische Bevölkerung von der polnischen Administration aus Schnatow und dem Kreisgebiet vertrieben.

Umgegend des Dorfs
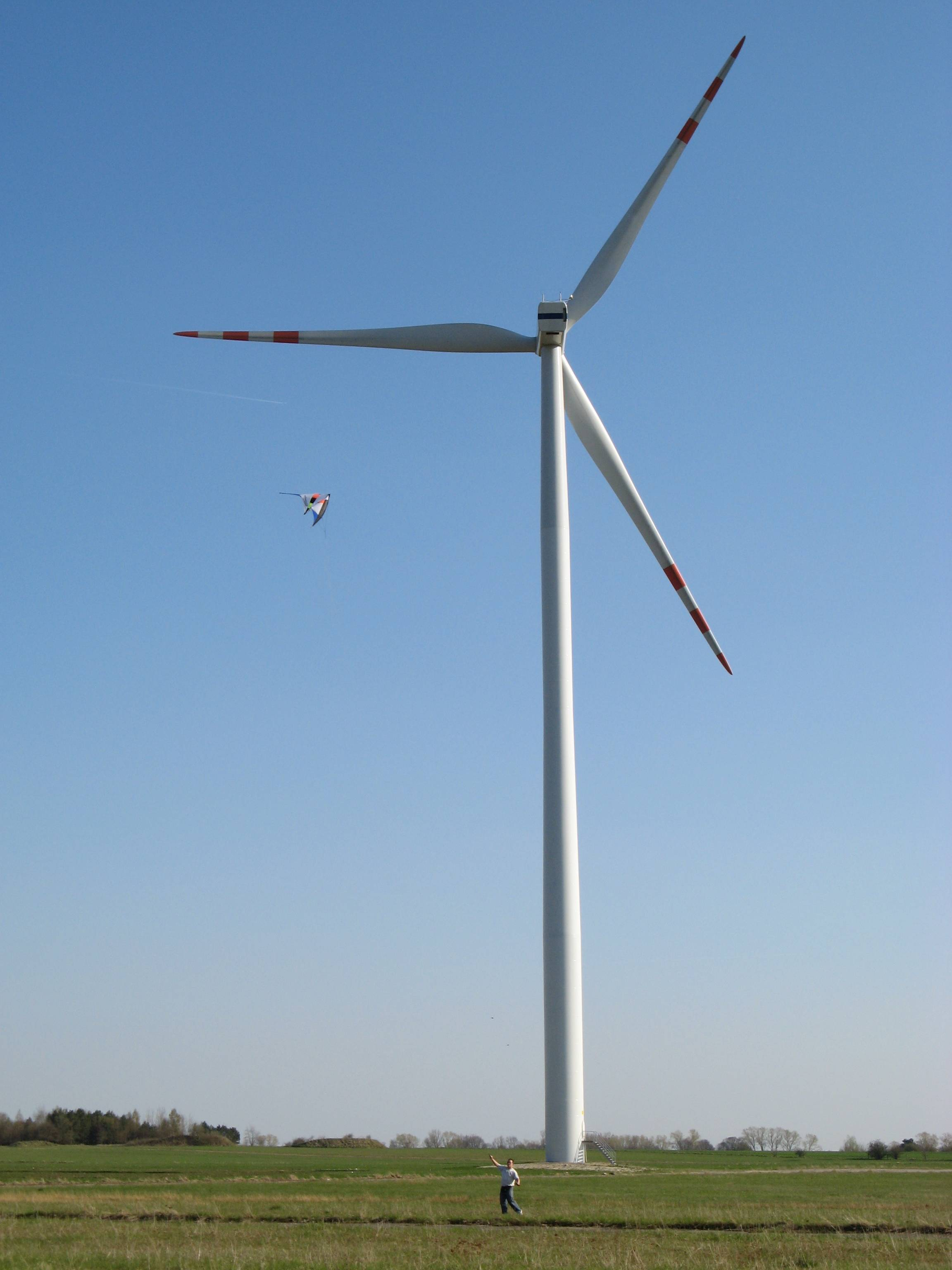
Windkraftanlage (2010)
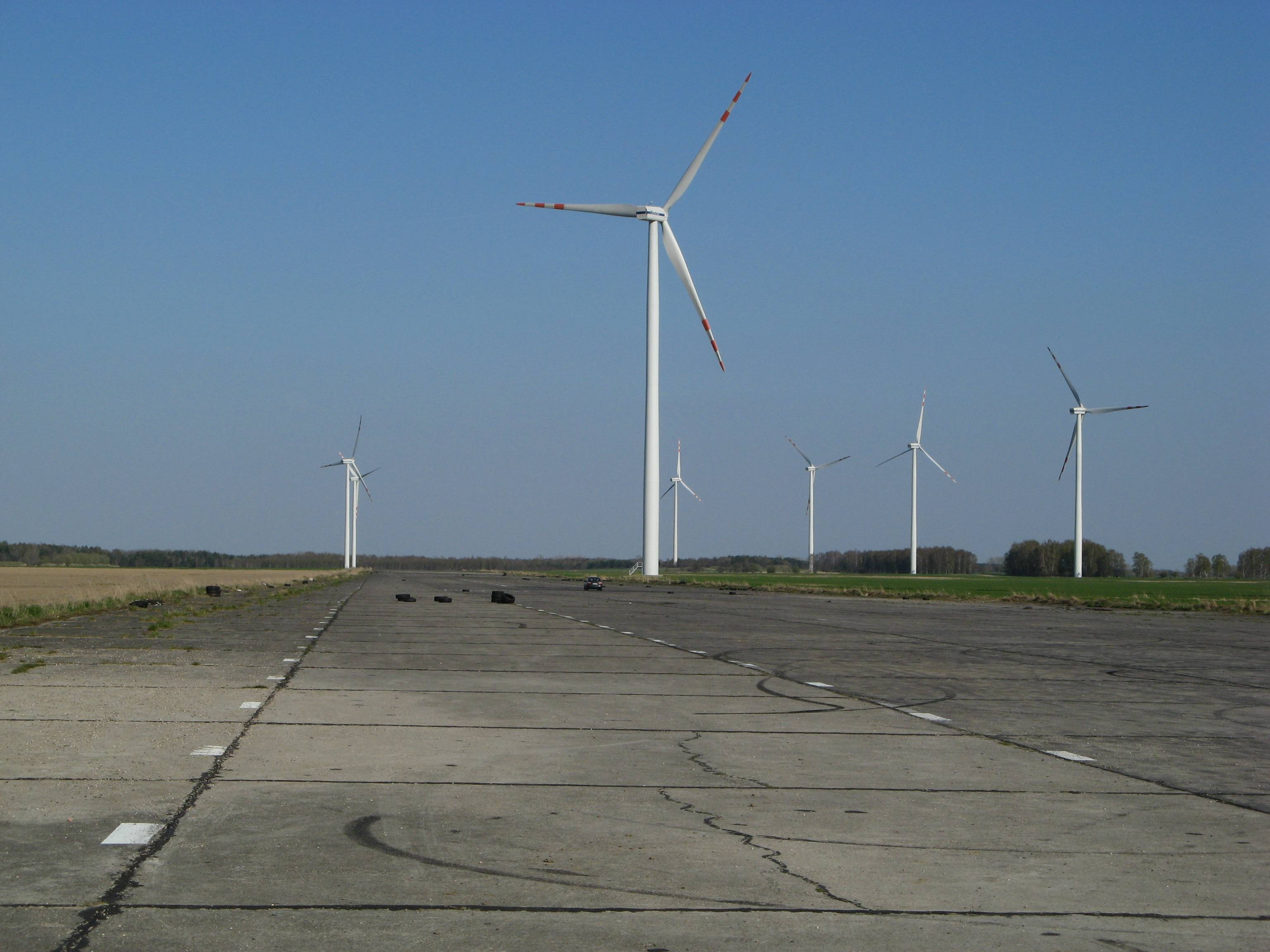
Windpark (2010)
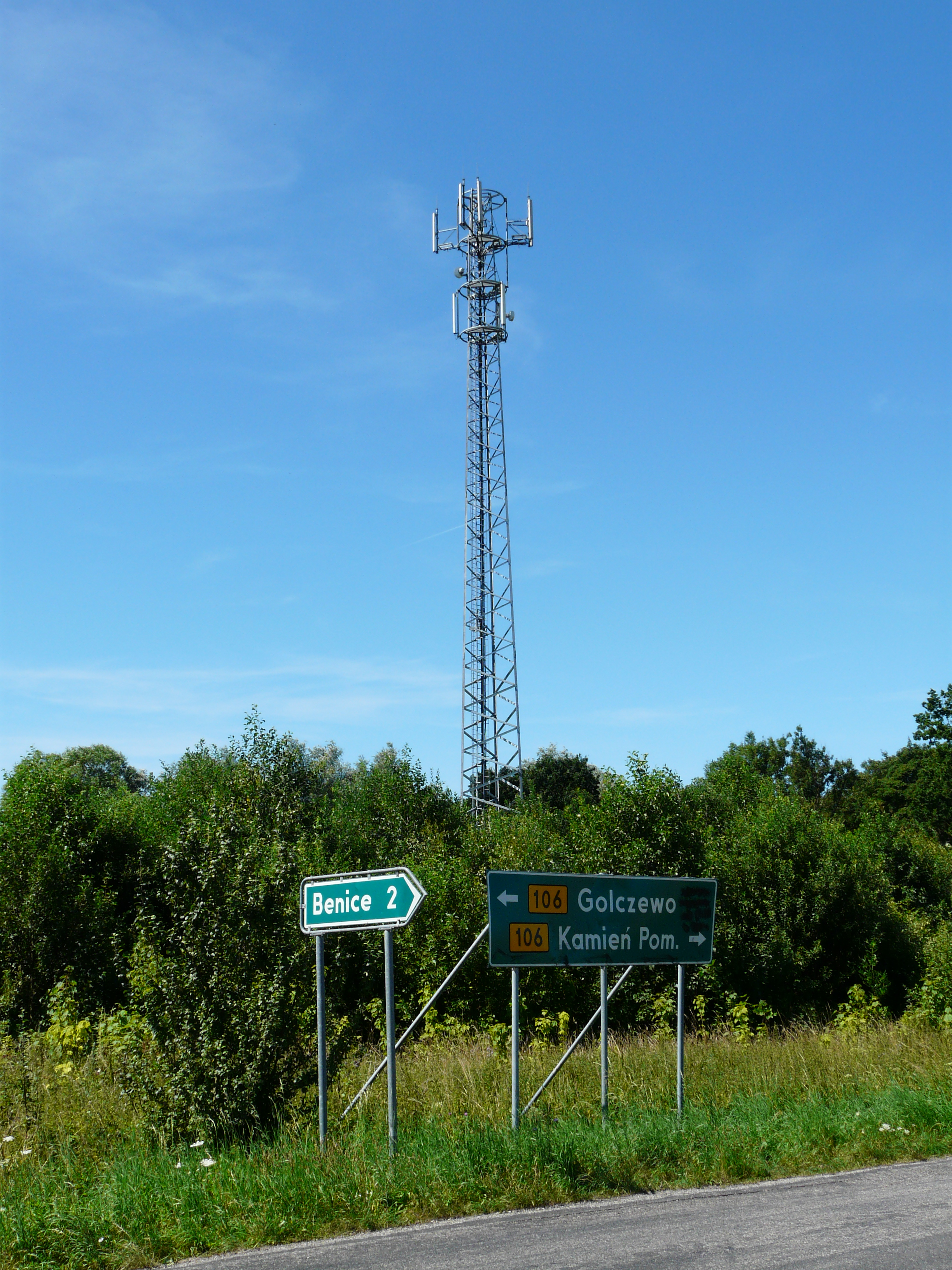
Antennenmast (2008)

### Demographie
| Jahr | Einwohner | Anmerkungen |
| ---- | --------- | --- |
| 1782 | –         | adliger Wohnsitz, mit einem Vorwerk, einer Schäferei, sieben Bauernstellen, einer Filialkirche der Mater zu Nemitz und 19 Feuerstellen (Haushaltungen) |
| 1818 | 125       | Dorf und Vorwerk, Kirchdorf, adlige Besitzung |
| 1852 | 204       | Dorf |
| 1864 | 236       | am 3. Dezember, im Gutsbezirk und Gemeindebezirk zusammen                                                                                              |
| 1867 | 226       | am 3. Dezember, davon 87 im Dorf und 139 im Gutsbezirk                                                                                                 |
| 1871 | 243       | am 1. Dezember, davon 71 im Dorf (sämtlich Evangelische) und 172 im Gutsbezirk (sämtlich Evangelische)                                                 |
| 1885 | 207       | am 1. Dezember, davon 56 im Dorf (55 Evangelische und ein Katholik) und 151 im Gutsbezirk (sämtlich Evangelische)                                      |
| 1890 | 190       | am 1. Dezember, davon 39 im Gemeindebezirk und 151 im Gutsbezirk                                                                                       |
| 1910 | 189       | am 1. Dezember, davon 28 im Gemeindebezirk und 161 im Gutsbezirk                                                                                       |
| 1925 | 294       | darunter 247 Evangelische und 46 Katholiken |
| 1933 | 242       | [ 21 ] |
| 1939 | 229       | [ 21 ] |

## Kirche

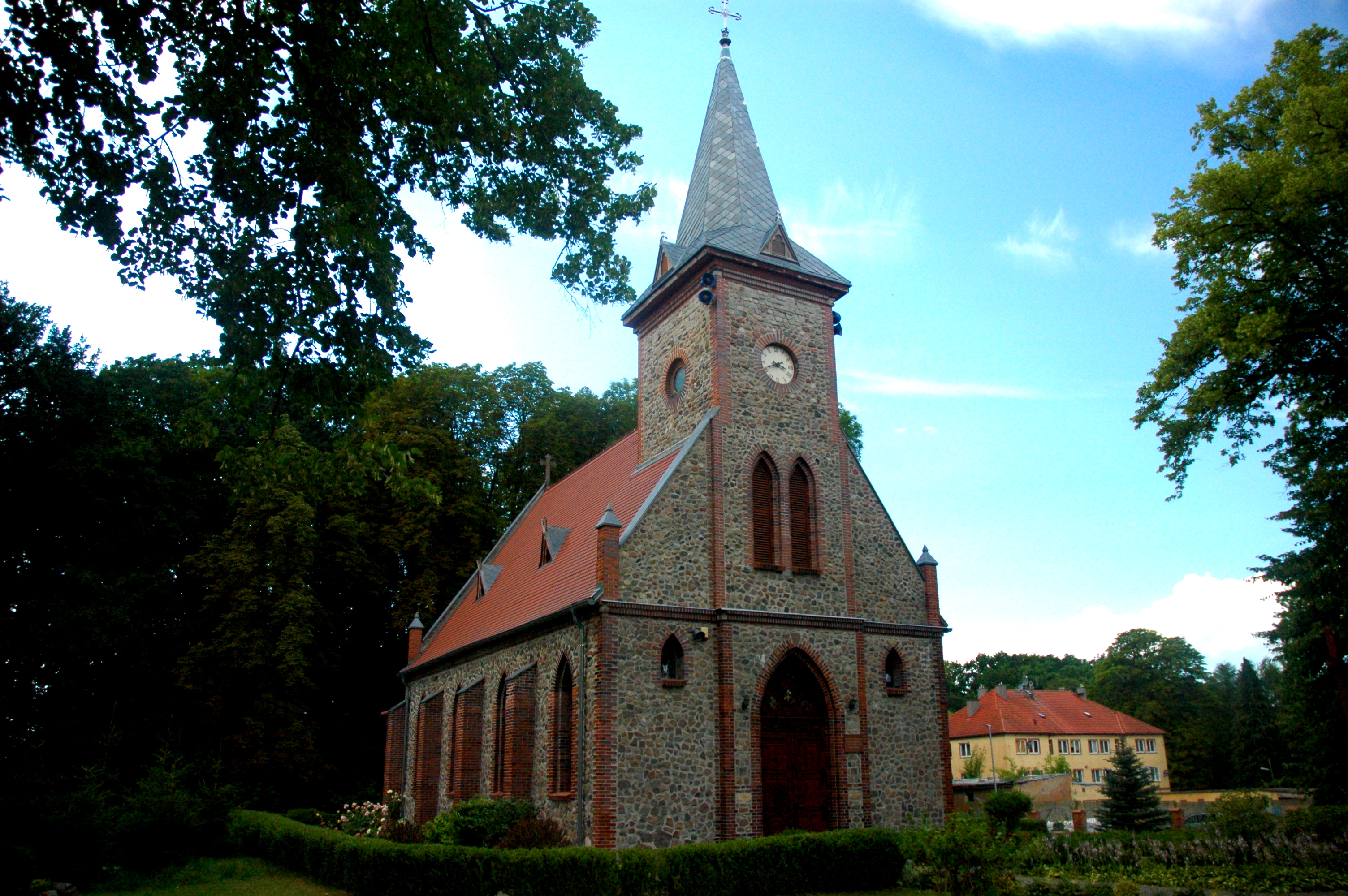
Dorfkirche (2023), bis 1945 Gotteshaus der evangelischen Gemeinde Schnatow

Die bis 1945 anwesenden evangelischen Bewohner der Gemeinde Schnatow gehörten zum Kirchspiel Nemitz. Die Dorfkirche war eine Filiale der Mater zu Nemitz.
Der Bestand an Kirchenbüchern reichte bis 1596 zurück.
Das katholische Kirchspiel war in Cammin i. Pom. Das Standesamt befand sich in Benz.
Das Kirchengebäude, das zuvor der evangelischen Kirchengemeinde Schnatow als Gotteshaus gedient hatte, wurde 1945 zugunsten der Römisch-katholischen Kirche in Polen zwangsenteignet.
Die nach Kriegsende zugewanderte polnische Bevölkerung ist größtenteils römisch-katholisch.